# Dendronephthya longispina
Dendronephthya longispina är en korallart som beskrevs av Henderson 1909. Dendronephthya longispina ingår i släktet Dendronephthya och familjen Nephtheidae. Inga underarter finns listade i Catalogue of Life.